# Daniel Măstăcan
Daniel Marian Măstăcan (Bârlad, 7 de septiembre de 1980) es un deportista rumano que compitió en remo. Ganó dos medallas en el Campeonato Mundial de Remo, en los años 2000 y 2001.

## Palmarés internacional
| Campeonato Mundial | Campeonato Mundial | Campeonato Mundial | Campeonato Mundial |
| Año                | Lugar              | Medalla            | Prueba             |
| ------------------ | ------------------ | ------------------ | ------------------ |
| 2000               | Zagreb (Croacia)   | Medalla de plata   | Dos con timonel    |
| 2001               | Lucerna (Suiza)    | Medalla de oro     | Ocho con timonel   |